# Розмисли. Наодинці з собою
Наодинці з собою (Koinē грец.: Τὰ εἰς ἑαυτόν, латинізовано: Ta eis heauton, дослівно: «речі для себе»; інші варіанти перекладу: «Роздуми», «До себе»)  — серія особистих нотаток Марка Аврелія, у якій він вів особисті примітки для себе і відтворював ідеї з стоїчної філософії.

## Зміст
Марк Аврелій написав 12 розділів «Розмислів» на койне грецькій, як джерело наснаги, самовдосконалення, чим можна у майбутньому було послуговуватися у ролі провідника. Жодна з них не розташована в хронологічному порядку та не пов'язана одна з одною за змістом. Правдоподібно, що більша частина праці була написана в Сірмій, де той провів купу часу плануючи військові кампанії зі 170 по 180 роки. Декотрі з них були написані коли той знаходився в Аквінкумі під час Паннонійської кампанії, оскільки внутрішні записи свідчать, що перша книга написана коли велась кампанія супроти квадів на річці Гранова (сучасний Грон), а інша писана в Карнунті.
Малоймовірно, що автор взагалі збирався оприлюднювати власний доробок. Його турбують переважно проблеми обов'язку та смерті. Щоразу він нагадує собі про необхідність не піддаватися ненависті чи гніву, всупереч підлим вчинкам та помилок його оточення. Деонтологічна рефлексія Марка Аврелія заснована на усвідомленні особистої відповідальності за долю суспільства, яке підточують зсередини розкладання моралі, а ззовні набіги варварів. У цих складних умовах він намагається зберігати позу мудреця та утримувати душевну рівновагу.
Праця не має офіційної назви, адже автор не збирався її публікувати та використовував її як форму саморефлексії, для власного користування. Через це вживається кілька варіантів, які часто привласнюють збірці, у перекладі з англійської часто застосовують назву «Медитації». Писання має форму цитат, довжина котрих варіює від одного речення до значних за обсягом абзаців.
Філософські погляди імператора не відрізняються оригінальністю. В основних пунктах це переосмислення вчення Епіктету: намагатися переробити світ на власний манір даремно, долю потрібно приймати без ремствування, кожен жереб хороший по-своєму. Релігійне почуття Марка Аврелія схоже на неоплатонізм і навіть християнство (хоча останнє при ньому зазнавало гонінь). У космосі він бачить якесь доцільно впорядковане Ціле, яким управляє загальний розум (промисел).
Його стоїчні ідеї часто включають уникнення потурання чуттєвим пристрастям, що звільнить людину від болю і насолод матеріального світу. Він стверджує, що єдиний спосіб, яким людині можуть зашкодити інші, — це дозволити своїй реакції взяти гору над нею. Порядок пронизує буття. Раціональність і ясний розум дозволяють людині жити в гармонії з порядком. Це дозволяє піднятися над хибними уявленнями про «добре» і «погане» — речі поза вашим контролем, такі як слава і здоров'я (на відміну від речей під вашим контролем) не мають значення і не є ні добрими, ні поганими.
«Ти можеш позбутися багатьох зайвих турбот, що цілком залежать від твоїх суджень, і мати великий простір для себе, охоплюючи думкою весь космос, розглядати вічний час, думати про швидку зміну частин кожної речі, про те, як короткий час від народження до розпаду, і що порожнеча перед народженням і порожнеча після розпаду однаково нескінченні.»

## Рукописи

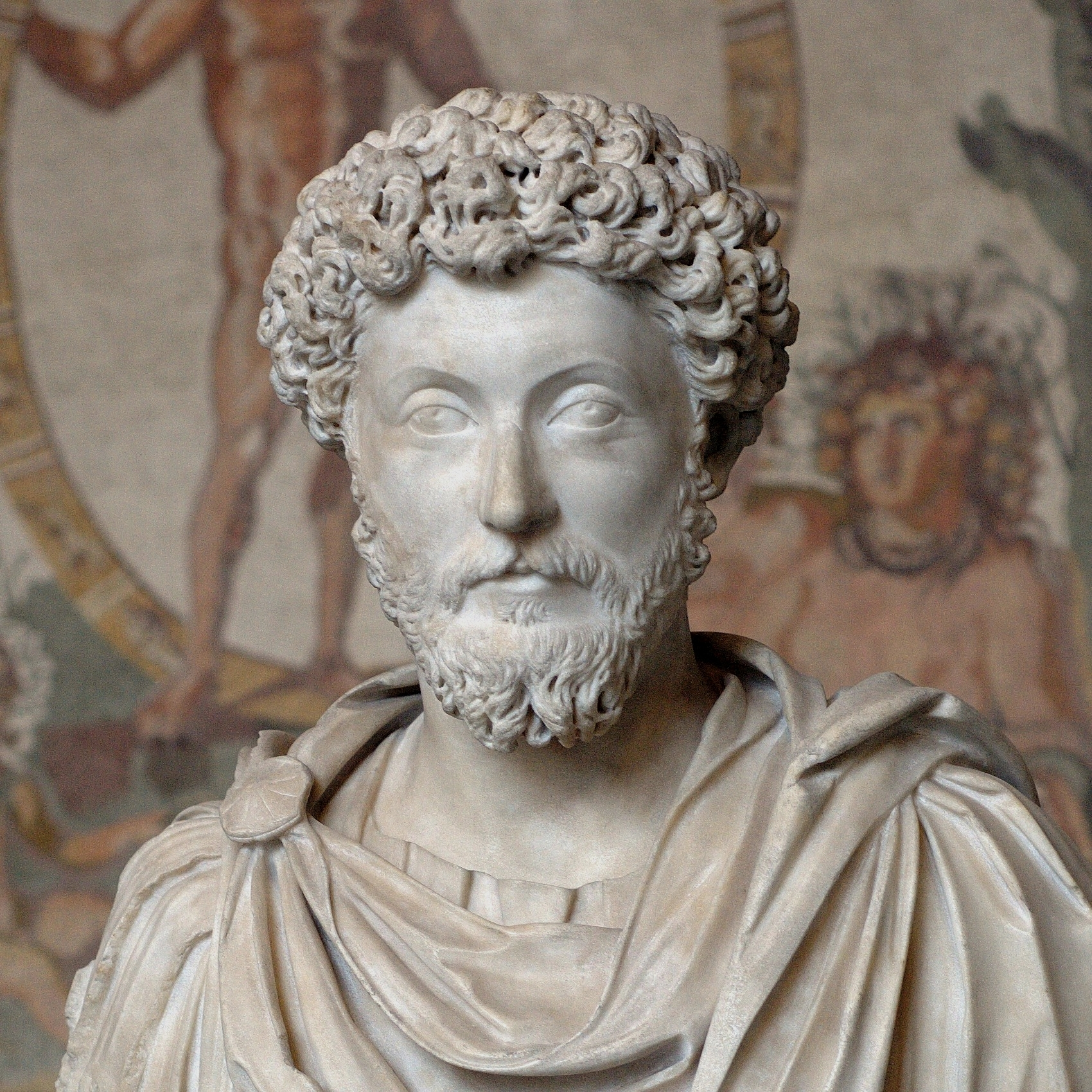
Бюст Марка Аврелія (161-180 рр після Р.Х.)

Сучасний текст майже повністю базується на двох рукописах. Один з них — Codex Palatinus (P), також відомий як Codex Toxitanus (T), нині втрачений. Інший манускрипт — Codex Vaticanus 1950 (A), що зберігається у Ватиканській бібліотеці.
Пфальцький кодекс
Сучасна історія «Роздумів» починається з виходу першого друкованого видання (editio princeps) Вільгельма Ксіландера в 1558 або 1559 р. Воно було опубліковане з ініціативи Конрада Геснера і надруковане його двоюрідним братом Андреасом Геснером у Цюриху. Книга була переплетена з твором Марінуса (Proclus vel De Felicitate, також перше видання). До «Роздумів» було додано латинський переклад Ксіландера, який також містив короткі примітки. Конрад Геснер у своєму дарчому листі зазначив, що «отримав книги Марка від обдарованого поета Міхаеля Токсітеса з бібліотеки Отто Генріха, принца Палатинського», тобто з колекції Гейдельберзького університету. Важливість цього видання «Роздумів» полягає в тому, що рукопис, з якого вони були надруковані, зараз втрачений, тому воно є одним з двох основних джерел усіх сучасних текстів.
Ватиканський кодекс 1950 року
Codex Vaticanus Graecus 1950 міститься в кодексі, який перейшов до Ватиканської бібліотеки з колекції Стефано Граді в 1683 році. Це рукопис 14 століття, який дійшов до нас у дуже пошкодженому стані, а близько сорока двох рядків випали через випадкові пропуски.
Інші рукописи
Інші манускрипти мають невелику самостійну цінність для реконструкції тексту. Основними з них є Codex Darmstadtinus 2773 (D) зі 112 уривками з книг I—IX та Codex Parisinus 319 (C) з 29 уривками з книг I—IV.

## Історія
Певних згадок про книгу немає на початок X сторіччя. Історик Геродіан, який писав у середині III століття, згадує про літературну спадщину Марка, кажучи: «Він був стурбований усіма аспектами досконалості, а в любові до стародавньої літератури не поступався нікому, ні римлянам, ні грекам; це видно з усіх його висловів і творів, що дійшли до нас», — уривок, який може стосуватися «Наодинці з собою». Біографія Авідія Кассія в Historia Augusta, написана, як вважається, у IV столітті, повідомляє, що перед тим, як Марк вирушив на Маркоманські війни, його попросили опублікувати свої «Філософські настанови» на випадок, якщо з ним щось трапиться, але натомість цього він «три дні обговорював книги своїх настанов одну за одною». Сумнівну згадку робить промовець Фемістій близько 364 року нашої ери. У зверненні до імператора Валенса «Про братерську любов» він каже: «Ти не потребуєш умовлянь (грец. παραγγέλματα) Марка.» Інше можливе посилання міститься в збірці грецьких віршів, відомої як «Палатинська антологія», але містить набагато більш ранній матеріал. В антології міститься епіграма, присвячена «Книзі Марка». Передбачається, що ця епіграма була написана візантійським ученим Теофілактом Сімокаттою у VII столітті.

Перша пряма згадка про цю роботу належить Арефі Кесарійському (бл. 860—935 рр.), єпископу, який був великим колекціонером рукописів. Він згадує «Роздуми» в кількох своїх творах і листах і вказує, що був великим шанувальником Марка. Десь перед 907 роком він надіслав том «Медитацій» архієпископу Гераклеї, з листом, в якому говорилося таке: «У мене вже якийсь час є стара копія найвигіднішої книги імператора Марка, настільки стара, що вона зовсім розсипалася на шматки... Її я скопіював і можу передати нащадкам у новому одязі». "Арефа також згадує цю роботу в маргінальних примітках (scholia) до книг Лукіана та Діо Хризостома, де він посилається на уривки з «Трактату для себе» (грец. τὰ εἰς ἑαυτὸν ἠθικά), і, з якою було зроблено перше друковане видання у 16 столітті. Власна копія Арефи вже зникла, але вважається, що вона є ймовірним предком рукописів, що збереглися.

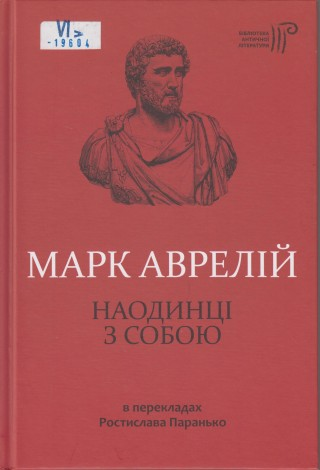
Обкладинка видання в перекладі Ростислава Паранько

Цікаво, що в цьому листі Арефа не стверджує, що він «відкрив» твір; він говорить про нього так, ніби просто скопіював наявний рукопис, щоб краще його зберегти, тож невідомо, хто зберіг «Медитації» між 180 і 900 роками нашої ери, але вони, безумовно, збереглися і були відносно відомі у Візантійській імперії. Ми абсолютно нічого не знаємо про історію твору до того, як Арефа скопіював знайдений ним рукопис і почав згадувати його у своїх працях близько 900 року після Р. Х. І він згадував його багато — в тому числі в листах до свого друга, вченого візантійського імператора Лева VI Мудрого.
Наступне згадування про «Медитації» міститься у лексиконі Суду, опублікованому наприкінці X століття. Там, цей твір згадується як «виклад (грец. ἀγωγή) власного життя Марком Імператором у дванадцяти книгах», що є першою згадкою про поділ твору на дванадцять книг. У лексиконі використано близько тридцяти цитат, взятих із книг I, III, IV, V, IX та XI. Це перша праця, яка містить справжні, прямі цитати з «Медитацій». Хоча Арефа майже точно перефразував слова Марка, він не цитував його безпосередньо.
Близько 1150 року Іоанн Цец, граматик із Константинополя, цитує уривки з IV і V книжок, приписуючи їх Марку. Приблизно через 200 років Нікіфор Калліст (бл. 1295—1360 рр.) у своїй «Церковній історії» пише, що "Марк Антонін склав книгу для навчання свого сина Марка [тобто Коммода], наповнену… тобто. Коммода], повну всього мирського (грец. κοσμικῆς) досвіду і настанов «.» Після цього «Медитації» цитуються в багатьох грецьких збірниках 14-16 століть.
Вільгельм Ксіландер вперше переклав «Медитації» латиною в 1558 році.

## Видання українською
- Марк Аврелій. Роздумування. Пер. з грецької: Омелян Омецінський. Буенос-Айрес; Нью-Йорк: Науково-Дослідне Товариство Української термінології. 1986. 149 стор.
  - (передрук) Марк Аврелій. Розмисли. Наодинці з собою Пер. з грецької: Омелян Омецінський. Харків: КСД. 2020. 208 стор. ISBN 978-617-12-7650-5
- Марк Аврелій. Наодинці з собою. Роздуми. Пер. з грецької: Ростислав Паранько. Львів: Літопис, 2007. 212 стор. ISBN 966-7007-62-0
  - (передрук) Марк Аврелій. Наодинці з собою: роздуми. Пер. з грецької: Ростислав Паранько. Львів: Апріорі, 2018. 182 стор. ISBN 978-617-629-486-3 (Бібліотека античної літератури)